# Urbisaglia
Urbisaglia – miejscowość i gmina we Włoszech, w regionie Marche, w prowincji Macerata.
Według danych na rok 2004 gminę zamieszkiwało 2768 osób, 125,8 os./km².